# くちびる白昼夢
「くちびる白昼夢」（くちびるデイドリーム）は、美郷あきの7作目のシングル。2006年8月9日にLantisから発売された。

## 解説
前作「少女迷路でつかまえて」から3ヵ月半ぶりのリリースとなる2006年3作目のシングル。表題曲「くちびる白昼夢」は、前作に引き続きテレビアニメ『ストロベリー・パニック』オープニングテーマとして使用された。
前作同様、百合を匂わせる曲調になっている。

## 収録曲
（全作詞：畑亜貴）
1. くちびる白昼夢 [4:01] 
  - 作曲・編曲：前澤寛之
2. true love? [3:51] 
  - 作曲・編曲：岡ナオキ
3. くちびる白昼夢 (off vocal)
4. true love? (off vocal)

## タイアップ
- テレビアニメ『ストロベリー・パニック』後期オープニングテーマ